# Escritório de Pesquisa Naval dos Estados Unidos
O Escritório de Pesquisa Naval (em inglês Office of Naval Research, ONR) é uma organização dentro do Departamento da Marinha dos Estados Unidos responsável pelos programas de ciência e tecnologia da Marinha dos EUA e do Corpo de Fuzileiros Navais. Estabelecido pelo Congresso em 1946, sua missão é planejar, fomentar e incentivar a pesquisa científica para manter o poder naval futuro e preservar a segurança nacional. Ele realiza isso por meio de financiamento e colaboração com escolas, universidades, laboratórios governamentais, organizações sem fins lucrativos e organizações com fins lucrativos e supervisionando o Laboratório de Pesquisa Naval, o laboratório de pesquisa corporativo da Marinha e do Corpo de Fuzileiros Navais. A NRL conduz um amplo programa de pesquisa científica, tecnologia e desenvolvimento a.vançado.
A sede da ONR fica no bairro Ballston de Arlington, Virgínia.
A ONR Global tem escritórios no exterior em Santiago, São Paulo, Londres, Praga, Singapura e Tóquio.

## Visão geral
O ONR foi autorizado por uma Lei do Congresso, Lei Pública 588, e posteriormente aprovado pelo presidente Harry S. Truman em 1 de agosto de 1946. Sua missão declarada é "planejar, promover e incentivar a pesquisa científica em reconhecimento de sua importância primordial relacionada à manutenção do futuro poder naval e à preservação da segurança nacional".
Hoje, o ONR realiza isso por meio de financiamento com bolsas e contratos de cientistas e engenheiros que realizam pesquisas básicas, desenvolvimento de tecnologia e demonstrações de tecnologia avançada.
O Portfólio de Ciência e Tecnologia do ONR é alocado da seguinte forma: "10% de Reação Rápida e Outros C&T, 30% de Facilitadores de Aquisição, 10% de Inovações de Salto Adiante, 40% de Descoberta e Invenção (Ciência Básica e Aplicada), 10% de Outros."

## Organização
O ONR se reporta ao Secretário da Marinha dos EUA por meio do Secretário Adjunto da Marinha para Pesquisa, Desenvolvimento e Aquisição. O Chefe de Pesquisa Naval é o Contra-Almirante Lorin C. Selby e o Vice-Chefe de Pesquisa Naval é o Brigadeiro General Benjamin T. Watson, do Corpo de Fuzileiros Navais dos Estados Unidos, que também atua como Diretor da Diretoria de Futuros do Corpo de Fuzileiros Navais dos Estados Unidos e Comandante Geral dos Estados Unidos Laboratório de Combate do Corpo de Fuzileiros Navais dos Estados Unidos.
O ONR executa sua missão por meio de departamentos de ciência e tecnologia, programas corporativos, o Laboratório de Pesquisa Naval (NRL) e o escritório global do ONR.

### Departamentos de Ciência e Tecnologia
O ONR tem seis departamentos de ciência e tecnologia que apoiam uma ampla gama de assuntos, que abrangem esforços como combate ao terrorismo, oceanografia, guerra marítima e ciências da vida. Eles financiam programas de pesquisa básica, principalmente por meio de universidades americanas; programas de pesquisa tecnológica, principalmente por meio de laboratórios governamentais e não governamentais; e programas de demonstração de tecnologia avançada, principalmente por meio da indústria e empresas dos EUA.
Além disso, o ONR possui um Escritório de Transição que apoia as transições de tecnologia para a Marinha e o Corpo de Fuzileiros Navais; um Escritório de Pesquisa Inovadora para Pequenas Empresas que incentiva as pequenas empresas a desenvolver e comercializar produtos em apoio à missão do ONR; um Programa de Capacidades Navais do Futuro que trabalha para fornecer tecnologias para fechar lacunas de combate; e um Escritório de Programas Corporativos que apóia programas interdisciplinares de pesquisa e educação. A partir de fevereiro de 2020, o ONR supervisiona a NavalX, a Célula de Agilidade da Marinha dos EUA fundada por James “Hondo” Geurts em 2018.

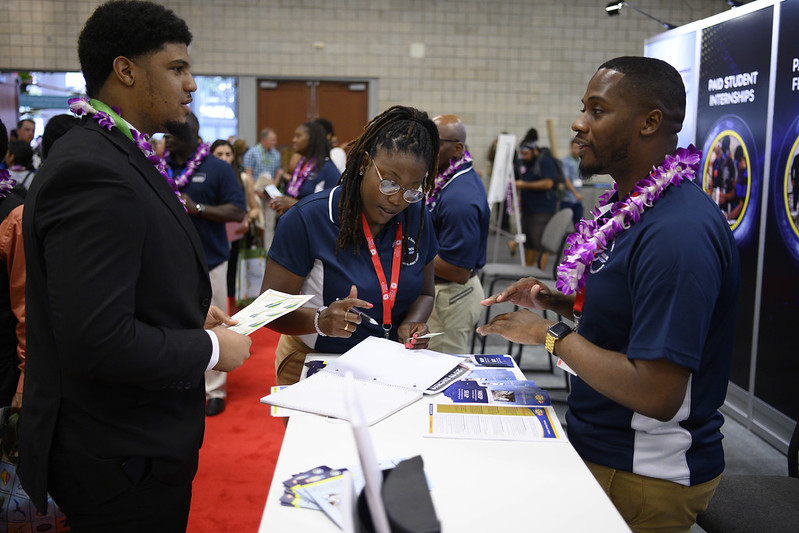
O funcionário do ONR discute oportunidades de estágio remunerado com um visitante da exposição do Programa de Faculdades e Universidades Historicamente Negras (HBCU/MI) do Departamento da Marinha.

### Programas Corporativos ONR: Pesquisa e Educação
O ONR suporta muitos programas corporativos de pesquisa e educação, incluindo :
- Programa de Estágio Empresarial de Pesquisa Naval ( NREIP )[4]
- Programa de Pesquisa Multidisciplinar da URI ( MURI )
- Programa de Instrumentação de Pesquisa da Universidade de Defesa ( DURIP ) da URI
- Programa Experimental DoD para Estimular a Pesquisa Competitiva ( DEPSCOR )
- Programa Jovem Investigador
- Programa de Bolsas de Pós-Graduação em Ciências e Engenharia de Defesa Nacional do DoD ( NDSEG ) da URI[5]
- Programa de Pesquisa do Corpo Docente de Verão
- Programa de Licença Sabática para Professores
- Programa de Prêmios de Ciências Naval High School
- HBCU (Faculdades/Universidades Historicamente Negras) Futuro Programa de Bolsas da Faculdade de Engenharia
- Programa HBCU/Instituições Minoritárias[6]
- Programa de Aprendiz de Ciência e Engenharia (SEAP) (Executado pelo ONR, financiado pela Sociedade Americana de Educação em Engenharia)[7]
- Programa de Bolsas de Estudo de Defesa em Ciências, Matemática e Pesquisa para a Transformação (SMART)[8]

### Laboratório de Pesquisa Naval
O Laboratório de Pesquisa Naval (NRL) foi fundado em 1923 e hoje emprega mais de 2.500 cientistas e engenheiros. O NRL é o laboratório de pesquisa corporativo da Marinha e do Corpo de Fuzileiros Navais e realiza um amplo programa de pesquisa científica, tecnologia e desenvolvimento avançado. Tem uma história de prestígio, incluindo o desenvolvimento do primeiro sistema de radar dos EUA, lubrificantes sintéticos (para motores modernos de turbina a gás), radar além do horizonte, o primeiro satélite de vigilância dos EUA e a missão espacial Clementine. Algumas das especialidades atuais do Laboratório incluem física de plasma, física espacial, ciência de materiais e guerra eletrónica tática.

### ONR Global
Os escritórios regionais da ONR Global estão localizados em:
- RAF Blenheim Crescent, Londres, Reino Unido (Europa)
- Santiago, Chile (América Latina)
- Tóquio, Japão (Ásia/Pacífico)
- Austrália (Ásia/Pacífico)
- Singapura (Sul da Ásia/Cingapura)
- Praga, República Checa (Europa)

A ONR Global apoia o Global Security Challenge na London Business School.

## Pesquisa

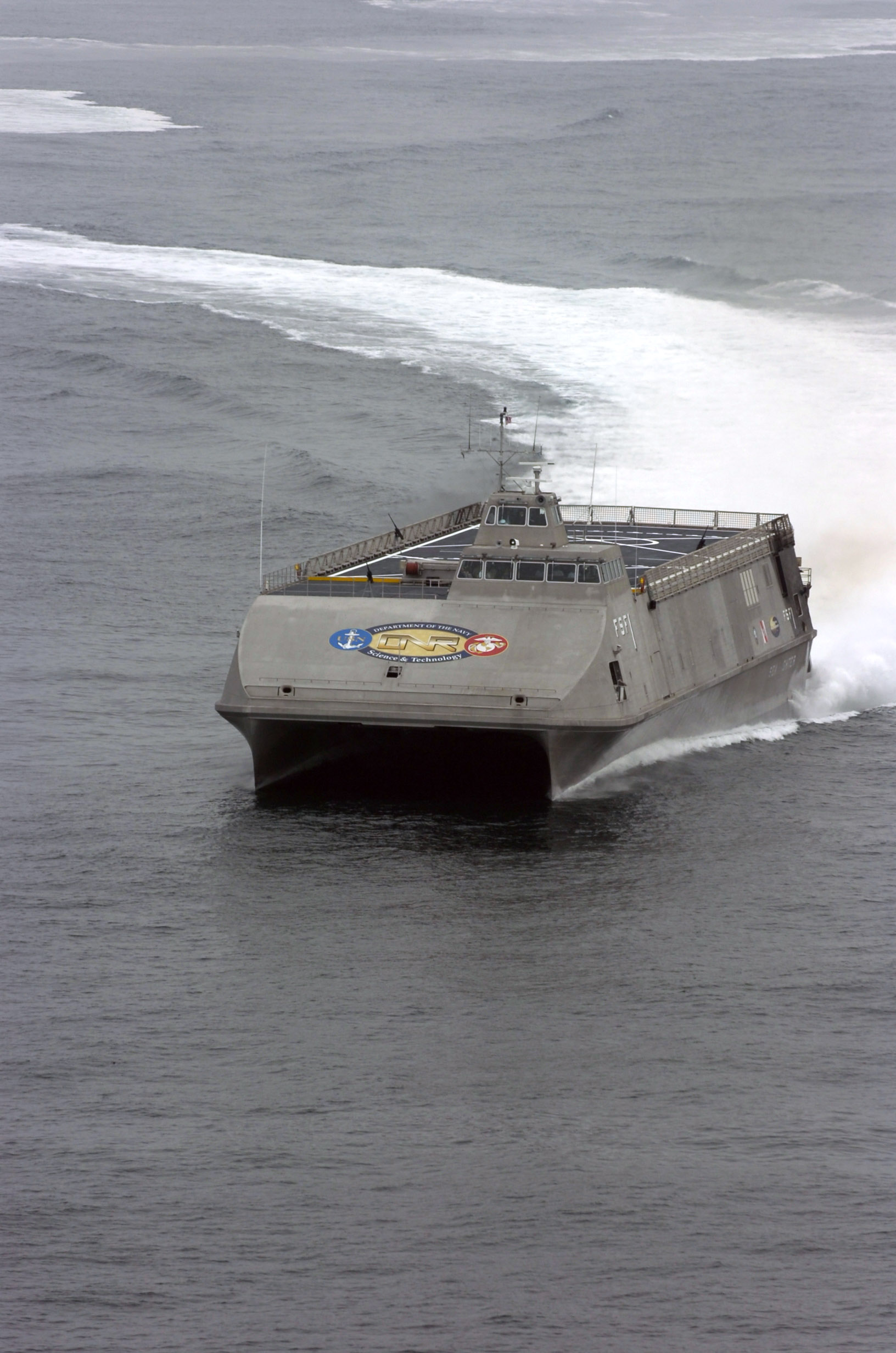
Sea Fighter (FSF-1), agosto de 2005

Os investimentos da ONR permitiram muitas novidades, incluindo o lançamento do primeiro satélite de inteligência dos EUA; o desenvolvimento do SEALAB I/II; a validação do conceito GPS e lançamento do primeiro satélite GPS; o primeiro modelo global de previsão atmosférica; Suporte GWOT através de vários programas de resposta rápida; e, mais recentemente, o canhão eletromagnético, o Infantry Immersive Trainer e os motores supercondutores.  Outros incluem:
O ONR também patrocinou simpósios como o Simpósio sobre Princípios de Auto-Organização em Allerton Park em 1960.

### Projetos e programas ONR

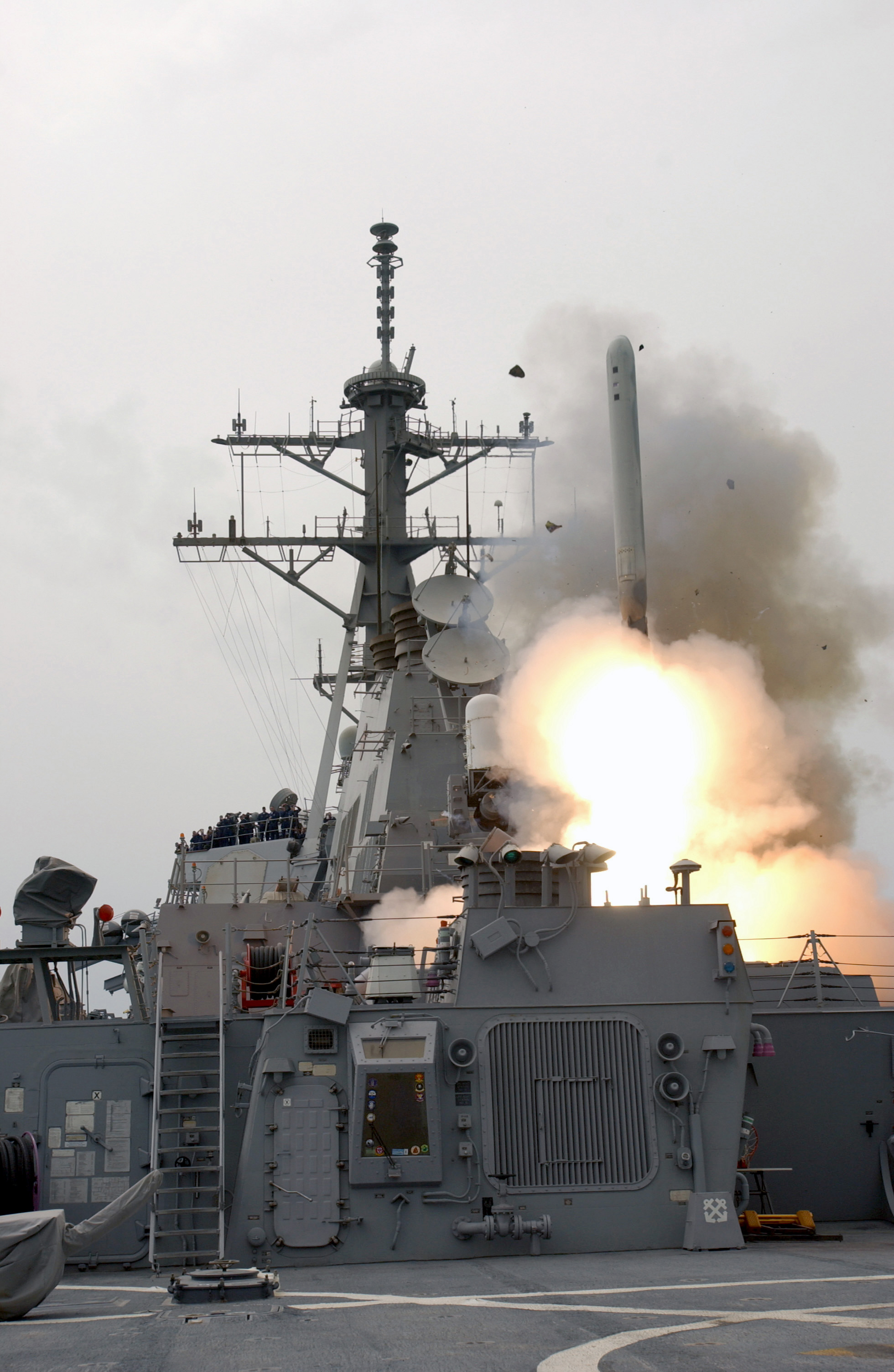
Lançamento do míssil Tomahawk TLAM